# Gier
Pour les articles homonymes, voir Kerstin Gier.
Le Gier [ʒje] est une rivière française qui coule dans les départements de la Loire et du Rhône, ainsi que dans la métropole de Lyon. C'est un affluent direct du Rhône en rive droite.

## Étymologie
Le mot Gier dérive du latin Jaresis qui a aussi donné le terme Jarez qui désigne les coteaux de la vallée du Gier et qui entre dans la désignation de nombreuses communes : Saint-Christo-en-Jarez, Saint-Paul-en-Jarez, Saint-Priest-en-Jarez, Saint-Romain-en-Jarez, Sainte-Croix-en-Jarez, La Tour-en-Jarez, Soucieu-en-Jarrest ainsi que Rive-de-Gier, Saint-Romain-en-Gier et La Valla-en-Gier.
Le terme « Coteaux du Gier » désigne aujourd'hui le vignoble des coteaux de cette vallée.

## Géographie

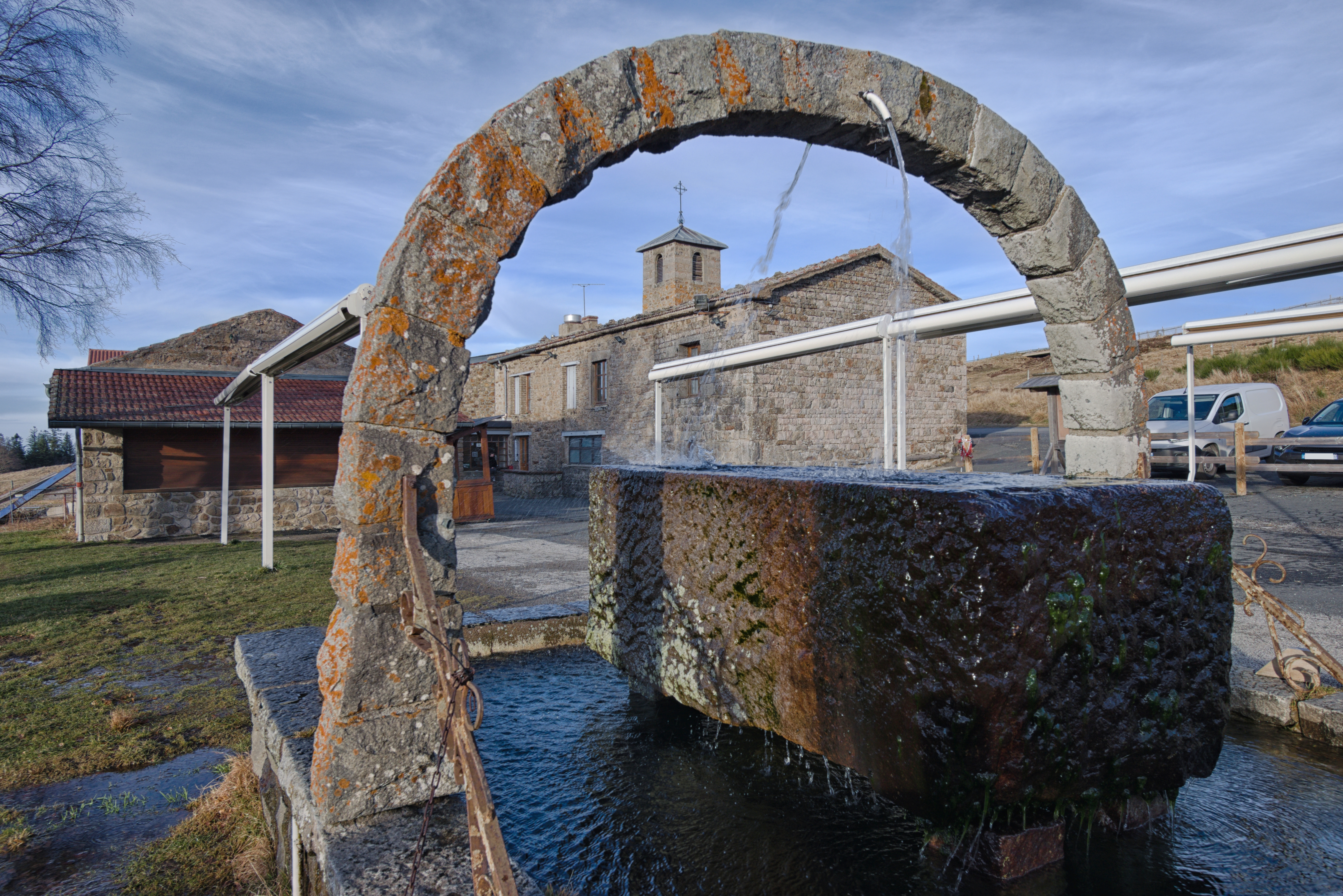
La fontaine de Pilate à La Jasserie..

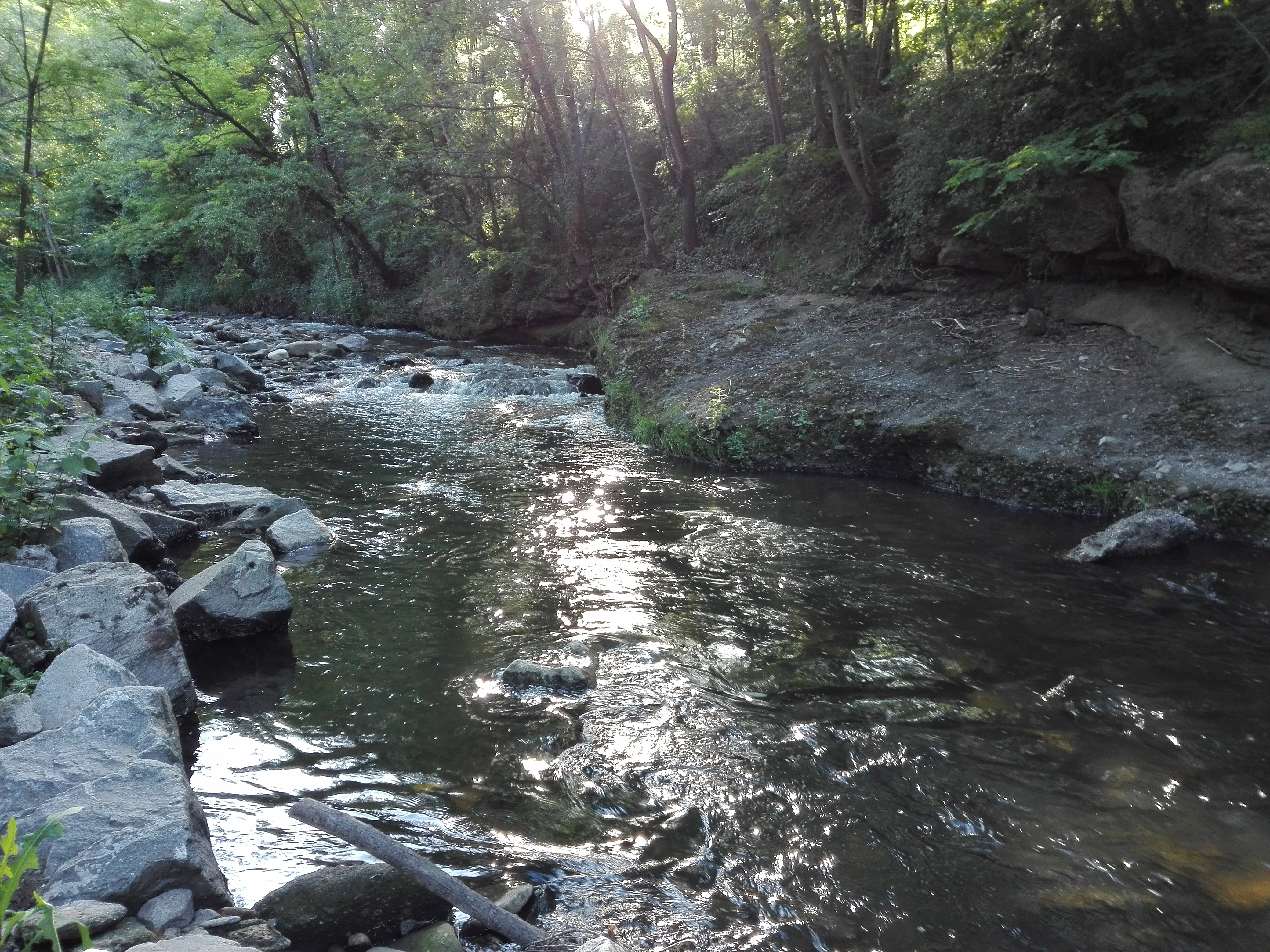
Le Gier à L'Horme.

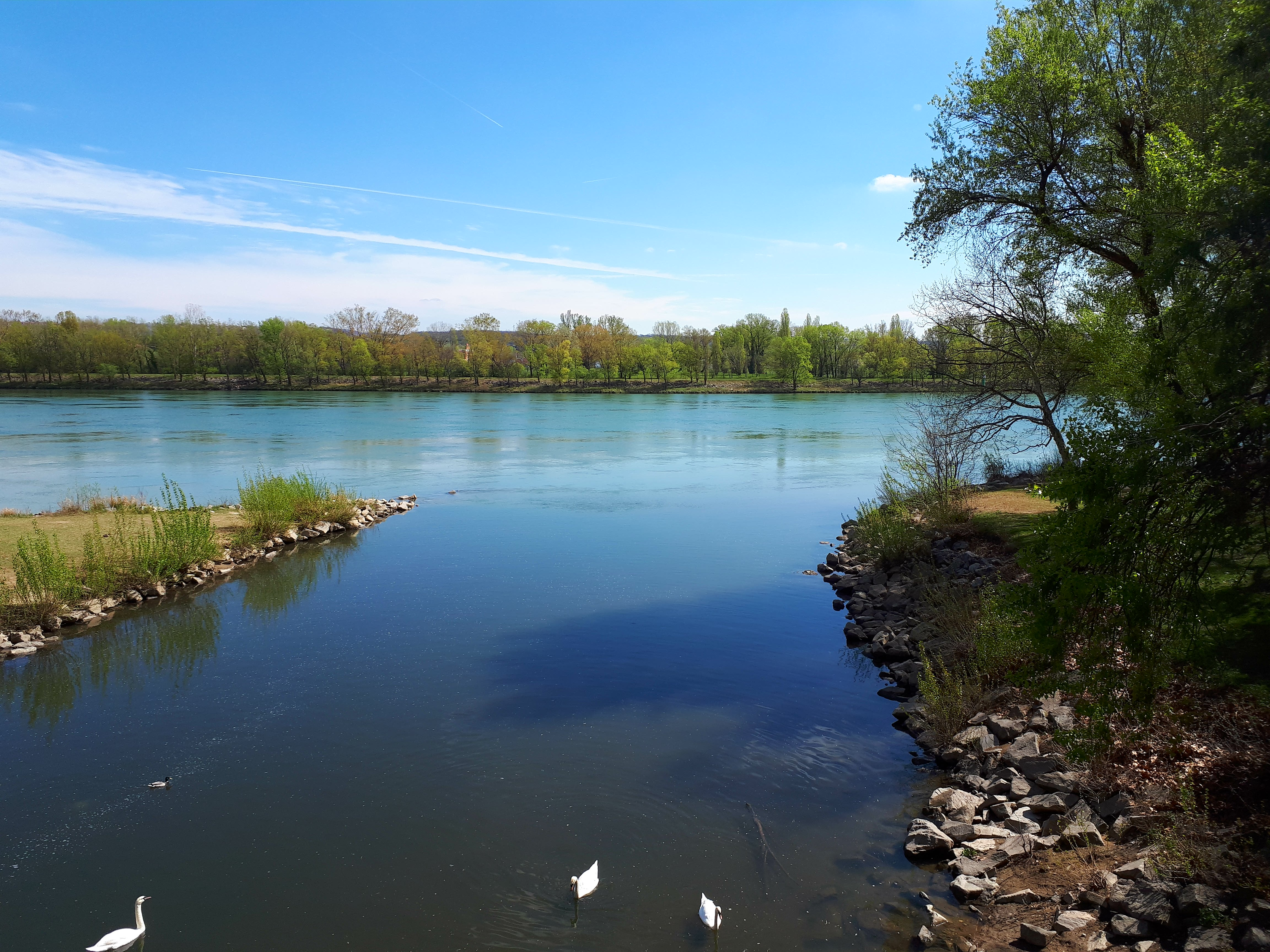
La confluence du Gier avec le Rhône à Givors.

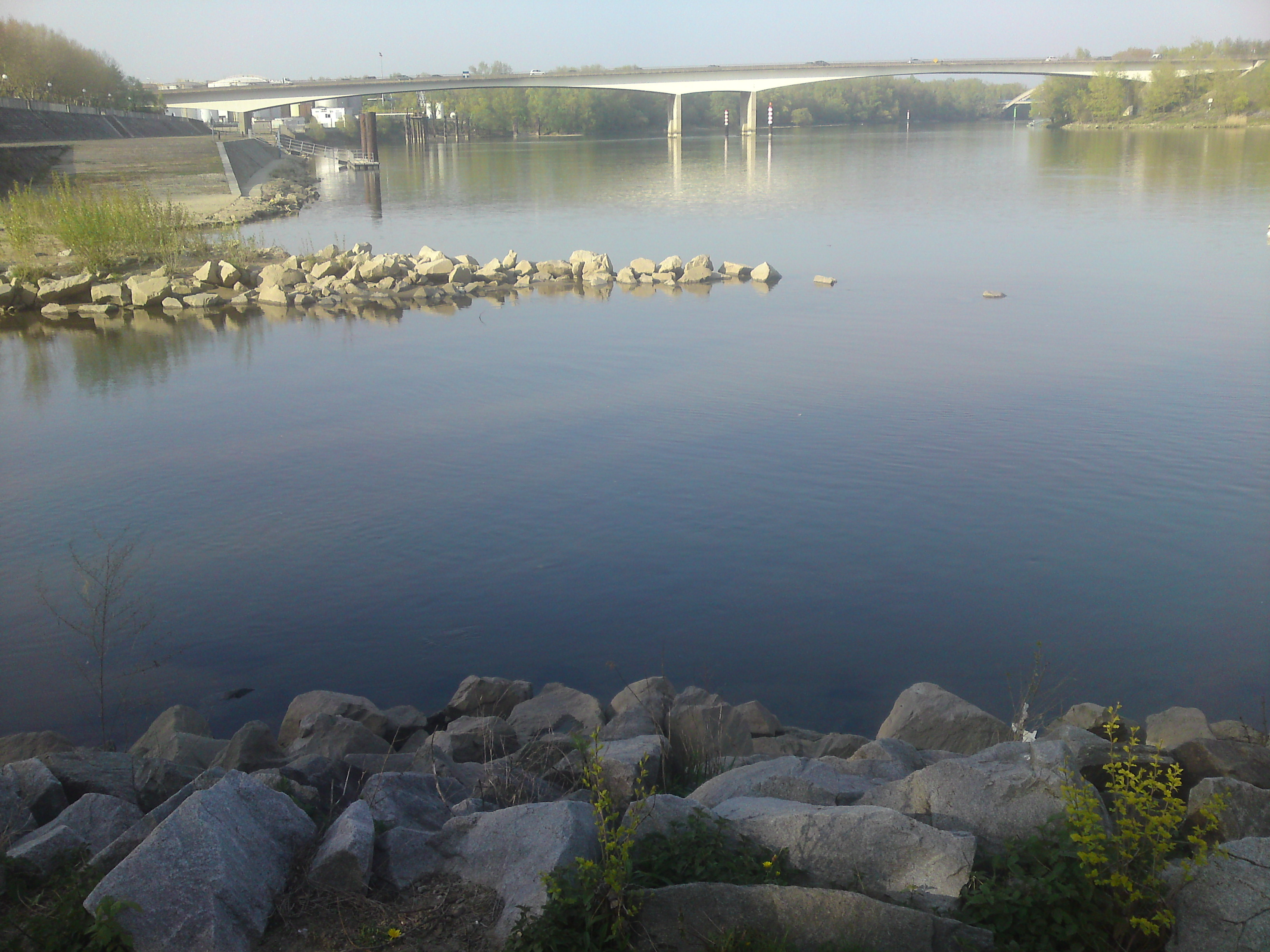
Le Gier à la confluence avec le Rhône à Givors.

Il prend sa source à La Jasserie (1 299 m) dans le Pilat pour rejoindre le Rhône à Givors après un parcours de 44 kilomètres. Il est en partie couvert à Saint Chamond et à Rive-de-Gier.
Les 12 communes que traverse cette rivière totalisent 88 974 habitants en 2008.

### Communes  traversées
Dans la Loire :
- La Valla-en-Gier
- Saint-Chamond
- L'Horme
- La Grand-Croix
- Lorette
- Rive-de-Gier
- Châteauneuf
- Tartaras
- Dargoire

Dans le Rhône :
- Beauvallon (Saint-Jean-de-Touslas)
- Saint-Romain-en-Gier
- Givors

## Affluents

### Rive gauche
Ce sont des cours d'eau descendus des monts du Lyonnais :
- Le  Janon
- Le Collenon
- La Durèze
- Le  Féloin
- Le  Frigerin
- Le  Bozançon

### Rive droite
Ce sont des torrents descendus du versant ouest du massif du Pilat
- Le Dorlay
- L' Egarande
- Le Couzon
- Le Mezerin

## Hydrologie

### Le Gier à Givors
Le débit du Gier est mesuré depuis 1964 à la station hydrométrique de Givors, située à son confluent avec le Rhône. Le bassin versant de la rivière est de 406 km2.
Le module du Gier à Givors sur la période 1964-2025 est de 3,04 m3/s.
La lame d'eau écoulée dans le bassin du Gier est de 236 millimètres annuellement, elle est inférieure à celle du territoire de la France métropolitaine (300 mm en moyenne). Le débit spécifique (ou Qsp) du Gier à Givors est de 7,5 m3 s−1 km−2.
Le Gier présente des fluctuations saisonnières de débit moyennes et typiques des rivières du massif central français, avec une alimentation partiellement nivale. Les hautes eaux se produisent en hiver et au printemps, et portent le débit moyen mensuel à des valeurs entre 3,4 et 4,47 m3/s, de novembre à mai inclus (avec un maximum en novembre). Les basses eaux d'été, de juillet à septembre, voient une baisse du débit moyen mensuel jusqu'à 1,04 m3/s au mois d'août.

### Étiage ou basses eaux
Le VCN3 du Gier à Givors chute à 0,323 m3/s en cas de période quinquennale sèche.

### Crues
Les crues du Gier peuvent être importantes et sont assez fréquentes. Le débit instantané maximal enregistré à Givors a été de 454 m3/s le 17 octobre 2024. Il est supérieur à la crue du 2 décembre 2003, qui avait enregistré un débit instantané maximal de 372 m3/s. Les QIX 2 et QIX 5 à la station de Givors valent respectivement 80 et 161 m3/s. Le QIX 10 est de 215 m3/s, le QIX 20 est de 267 m3/s, tandis que le QIX 50 est de 333 m3/s (valeurs calculées sur la chronique hydrologique allant du 22/04/1964 au 22/04/2025).
À titre de comparaison, le QIX 10 de l'Eure à Cailly-sur-Eure vaut 85 m3/s, tandis que son QIX 50 est de 115 m3/s. Le QIX 10 comme le QIX 50 du Gier, petite rivière dotée d'un petit bassin versant de 406 km2, dépassent de loin les débits de l'Eure, alors que le bassin versant de ce dernier est plus de onze fois plus étendu.

#### Crues historiques
- C'est par un témoignage rapporté par J.B. Chambeyron, le premier historien de Rive-de-Gier, que nous connaissons le récit de la crue de 1684.
- Au cours de la nuit du 1er au 2 novembre 2008, le centre-ville de Rive-de-Gier a été dévasté ainsi que nombre de villes alentour telles que Saint-Romain-en-Gier et Givors. Le niveau des eaux a atteint entre 1 et 2 mètres dans certaines rues et de nombreux commerces ont été inondés.
- Cette dévastation reste cependant en deçà de ce qui s'est produit 16 ans plus tard, lors d'inondations historiques où le Gier a atteint un niveau inédit et totalement inattendu le 17 octobre 2024.

## Histoire

### Au temps des Romains
Ses eaux ont été utilisées par les Romains pour alimenter Lugdunum (ancienne Lyon) en eau grâce à l'aqueduc du Gier. Cet aqueduc recevait aussi les eaux de l'aqueduc du Janon.

### Un acteur de laRévolution industrielle
À la fin du XVIIIe siècle le percement du canal de Rive-de-Gier à Givors a contribué à l'industrialisation précoce de la vallée.
Dès  1833, la ligne Saint-Étienne - Lyon, première voie ferrée française ouverte aux voyageurs, suit le chemin tracé par le Gier.
Aux XIXe et XXe siècles, les eaux du Gier ont apporté l'énergie nécessaire à de nombreuses industries réparties des contreforts du Pilat jusque dans la vallée du Gier.

## Économie

### Vignoble
Le vignoble des « Coteaux du Gier » est un ensemble comportant 1700 hectares au XIXe siècle et de nombreux cépages. Parmi eux, deux cépages sont natifs de la vallée, le mornen noir (rouge) et le chouchillon (blanc).
Le gier est une race de pigeon domestique, originaire de la vallée du Gier.